# Skjulö
Skjulö är en ö i Finland. Den ligger i Finska viken och i kommunen Kyrkslätt i den ekonomiska regionen  Helsingfors i landskapet Nyland, i den södra delen av landet. Ön ligger omkring 27 kilometer sydväst om Helsingfors.
Öns area är 3 hektar och dess största längd är 310 meter i sydöst-nordvästlig riktning.